# 波拿巴主义

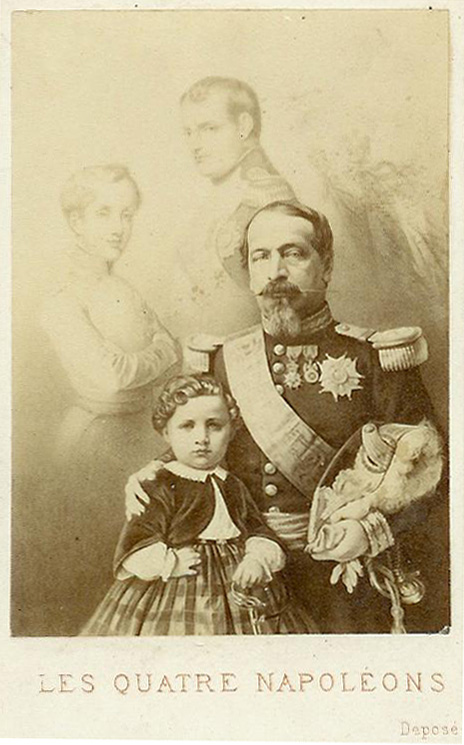
"四個拿破崙"，一幅约1858描繪的宣傳圖像展示了拿破崙一世（背影）、拿破崙二世（背影）、拿破崙三世和拿破崙四世。

波拿巴主义（法語：Bonapartisme）是由拿破仑·波拿巴及其追随者和继承者产生的政治意识形态。这个词后来被用来指那些希望恢复波拿巴王朝及其政府统治风格的人，从这个意义上而言，波拿巴主义者可以涵盖19世纪法国积极参加或倡导保守主义、君主主義和帝国主义的政治派系。
法兰西第一帝国于1814年垮台后，波拿巴主义运动首次出现，在民众的支持下从流放地逃回的拿破仑几乎一枪未发便进入巴黎，重建百日王朝。然而直到19世纪40年代波拿巴主义才逐渐形成了清晰的理论和凝聚力。
拿破仑之后，这个词被应用于在雾月政变中夺取政权的法国政治家，他们在執政府以及随后的法兰西第一帝国及法兰西第二帝国中参政。波拿巴主义者希望在波拿巴家族，即拿破仑一世和他的侄子拿破仑三世的领导下建立一个帝国。

## 继承权宣称

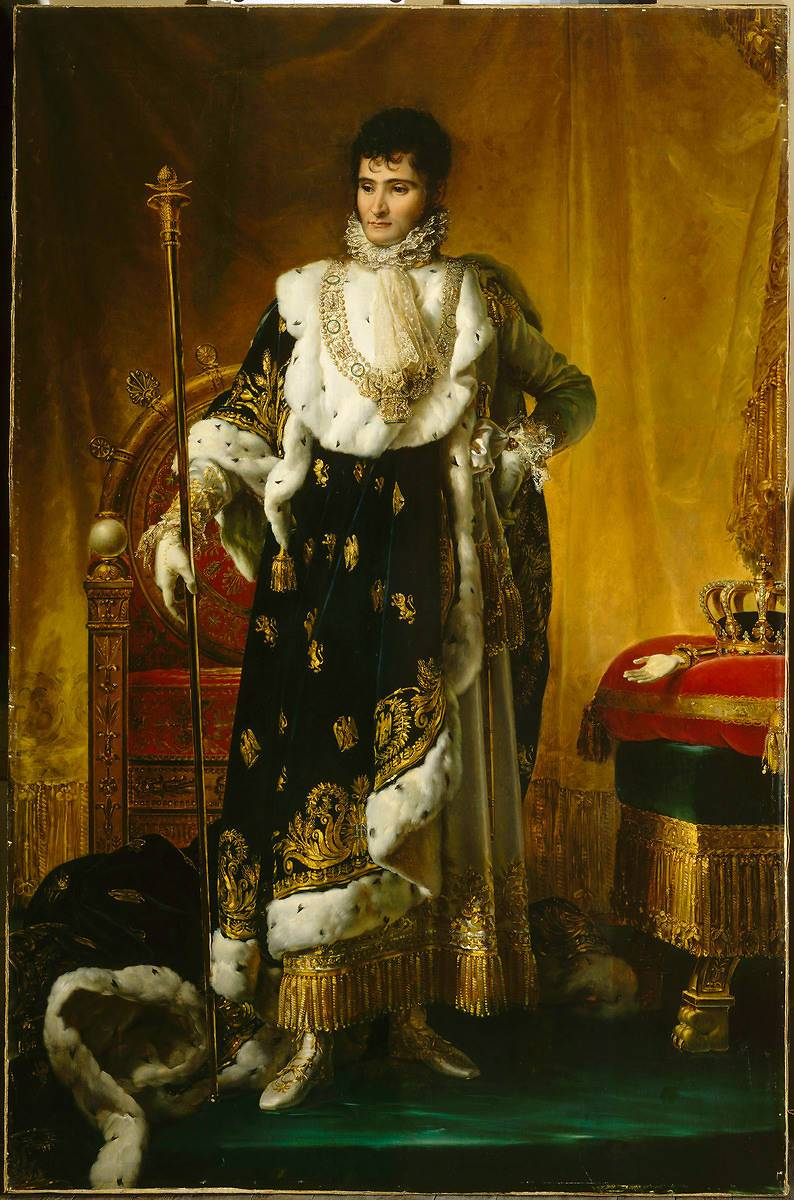
西發里亞国王热罗姆·波拿巴，他的后裔现为波拿巴家族唯一存在的支系

1804年拿破仑称帝后制定了继承法，规定波拿巴家族的王位继承权应首先通过男性血统传给拿破仑自己的合法男性后代。当时他没有合法儿子，而且由于妻子约瑟芬的年龄，似乎也不太可能有一个。最终拿破仑与约瑟芬的婚姻在没有教皇批准的情况下被废止，皇帝娶了奥地利公主玛丽·路易莎，两人育有一子，即拿破仑二世。1831年拿破仑二世去世后因为没有子嗣，王位继承权先后传给拿破仑的哥哥约瑟夫和弟弟路易及他们的合法男性后裔，吕西安、热罗姆与他们的后代被排除在继承权之外（尽管吕西安比路易年长），因为他们要么在政治上反对皇帝，要么缔结了皇帝不赞成的婚姻。由于约瑟夫膝下无子，长兄路德维克二世英年早逝，1846年父亲路易逝世后，夏尔·路易·拿破仑·波拿巴成为了波拿巴家族的绝对继承人，1851年他发动政变掌权并于次年加冕为法兰西皇帝，称拿破仑三世。
1852年拿破仑三世颁布了一项关于继承权的新法令，规定皇位属于他自己合法的男性后裔（尽管当时他并没有儿子，欧仁妮皇后依然为他诞下一子，即欧仁亲王，23岁时参加祖鲁战争英年早逝，被波拿巴主义者公认为“拿破仑四世”）。如果拿破仑三世的后裔断绝，他下令将继承权传给拿破仑最小的弟弟热罗姆（此前被排除在外）以及他与符腾堡公主卡塔琳娜的男性后裔（不包括热罗姆与美国公民伊丽莎白·帕特森第一次婚姻的后裔），这一支系也是自1879年以来波拿巴主义者承认的王朝正统继承人。

## 评价

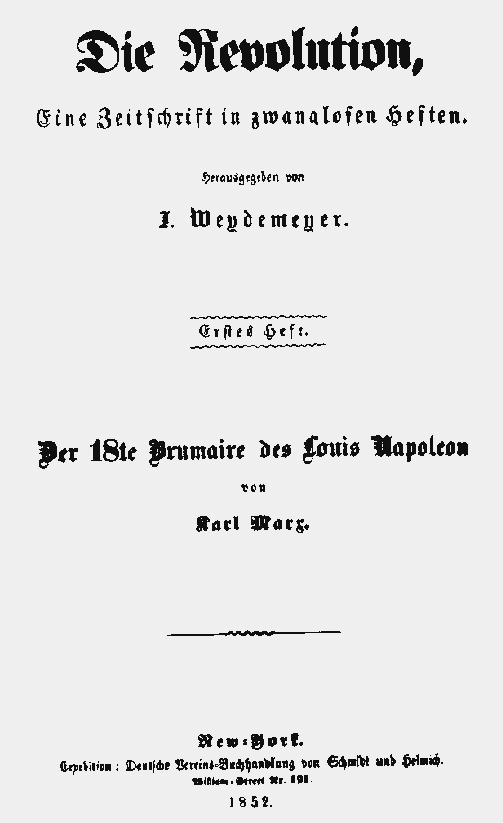
1852年卡尔·马克思出版的政治著作《路易·波拿巴的雾月十八日》

基於拿破崙·波拿巴的功績，馬克思主義者和列寧主義者使用波拿巴主義作为一種政治修辭。卡爾·馬克思是雅各賓派和法國大革命的門徒，也是第二共和國和第二帝國的同時代評論家。他使用波拿巴主義一詞，指涉反革命軍官從革命者手中奪取權力，並利用有選擇的改革來收買群眾的激進主義。在這個過程中，馬克思認為，波拿巴主義者保留、掩飾了少數統治階級的權力。他認為拿破崙一世和拿破崙三世都以這種方式腐敗了法國的革命。馬克思在1852年撰寫的《路易·波拿巴的霧月十八日》中提供了這一定義及其分析，他敦促人們注意「歷史現象」的重複性，最終濃縮成為一句格言：「歷史總是重複上演，第一次是悲劇，第二次是喜劇。」。
托洛茨基在《波拿巴主义与法西斯主义》《被背叛的革命》等作品中多次使用「波拿巴主義」一詞，并于《波拿巴主义与法西斯主义》中解释了波拿巴主义与法西斯主义之间的关系，将波拿巴主义定义为议会民主与法西斯主义之间的过渡阶段，他认为「政府的真正轴心在于警察、官僚机构和军事集团。是一个军警独裁制，只是用议会制度的外衣掩饰而已。而以军刀作为国家的裁判者的政府，正是波拿巴主义的。」 此处波拿巴主义的讨论被严格地限制在资本主义议会民主国家中，并强调了波拿巴主义与法西斯主义之间的区别。在讨论苏联的作品《被背叛的革命》中托洛茨基描述工人國家如何被官僚專制竊占，最終成為墮落的工人國家，并批評史達林為蘇維埃波拿巴主義。

## 腳註
1. ↑  Alexander, Robert, Forrest, Alan; Hicks, Peter , 编, , The Cambridge History of the Napoleonic Wars: Volume 3: Experience, Culture and Memory 3 (Cambridge University Press), 2022, 3: 512–531, ISBN 978-1-108-41767-9, doi:10.1017/9781108278119.026
2. ↑  Hanotaux, Gabriel. . Books for Libraries Press. 1907: 460.
3. ↑  . www.marxists.org.   [2023-02-24]. （原始内容存档于2023-08-01）.
4. ↑  Marx, Karl. David Fernbach , 编. . Harmondsworth, UK: Penguin. 1973: 146. ISBN 978-0-14-021603-5. Hegel remarks somewhere that all great events and characters of world history occur, so to speak, twice. He forgot to add: the first time as tragedy, the second time as farce.
5. ↑  Marx, Karl. . New York: International Publishers. 1963: 15. ISBN 0-7178-0056-3.
6. ↑  . www.marxists.org.   [2023-09-25]. （原始内容存档于2024-01-18）.
7. 1 2  . www.marxists.org.   [2023-03-02].